# Chipo Chung
Chipo Tariro Chung (nascida em 17 de agosto de 1977) é uma atriz e ativista do Zimbabue que vive em Londres.

## Infância e educação
Chipo Chung nasceu como refugiado em Dar es Salaam, na Tanzânia. Seu nome de batismo Chipo significa "presente" na língua Shona. Passou os dois primeiros anos em campos de refugiados em Moçambique com milhares de jovens que fugiam da guerra na então Rodésia.
Chipo Chung foi criada em Harare, onde estudou na Dominican Convent High School e desenvolveu sua atuação com a companhia de teatro mestiça Over the Edge. Aos dezoito anos, ela se mudou para os Estados Unidos, onde sua mãe, Fay Chung, trabalhava para as Nações Unidas. Fay Chung é uma educadora e ex-ministra da educação no Zimbabue.
Chipo Chung estudou direção pela primeira vez na Universidade de Yale e depois treinou como atriz na Royal Academy of Dramatic Art (RADA), em Londres, graduando-se em 2003.

## Carreira
A estreia de Chipo Chung no palco foi como Ophelia em uma produção de Hamlet no Nuffield Theatre. Seguiram-se aparições em The Mayor of Zalamea e Ma Rainey's Black Bottom no Liverpool Everyman and Playhouse. Ela então apareceu em Talking to Terrorists (Royal Court Theatre), The Overwhelming (Royal National Theatre) e Fallujah (no qual ela interpretou Condoleezza Rice), bem como em peças clássicas, incluindo Phedre, que foi o primeiro National Gravação do Theatre Live e estrelou Helen Mirren (Royal National Theatre).
Ela apareceu duas vezes em Doctor Who, em um episódio interpretando o assistente do Mestre Chantho e em outro um personagem chamado Fortune Teller. Seu primeiro crédito no cinema foi como a voz de Ícaro II em Sunshine, de Danny Boyle. Outras aparições na televisão incluem o drama The Last Enemy e como repórter no episódio da segunda série de Sherlock: The Hounds of Baskerville.
Em 2011, ela teve um papel recorrente na série dramática de romance medieval Camelot como Vivian, uma serva contratada na corte do rei Uther que então trabalha como atendente e mensageira para Morgan le Fay, interpretada por Eva Green. Ela apareceu na primeira temporada da série Fortitude da Sky Atlantic como Trish Stoddart, antes de ganhar o papel de Maria Madalena na série de TV, AD The Bible Continues. O show foi aclamado por seu elenco internacional e multirracial e abriu para 11 milhões de telespectadores em abril de 2015.
Chipo Chung então apareceu como a Mestre na série pós-apocalíptica de kung fu da AMC, Into the Badlands .
Em 2017, Chipo Chung interpretou Portia e Octavius na produção do Sheffield Theatre de Júlio César, antes de assumir o papel-título de Dido, Rainha de Cartago na produção de estréia da Royal Shakespeare Company da tragédia de Christopher Marlowe. Michael Billington escreveu no Guardian que ela "interpreta [Dido] com uma volatilidade e um senso de contradição que antecipa a Cleópatra de Shakespeare".
Em 2021, Chipo Chung se juntou ao elenco da coprodução da HBO/BBC His Dark Materials, interpretando o anjo Xaphania. Ela participa de várias séries da Apple TV+, incluindo Foundation e o próximo Wool. Em 2022, foi anunciado que ela interpretaria Eleanor Bennett na série Black Cake do Hulu, baseada no romance best-seller de Charmaine Wilkerson. A série é produzida pela Harpo Films de Oprah Winfrey e Kapital Entertainment de Aaron Kaplan.
Chipo Chung lê vários títulos no Audible, principalmente Glory de NoViolet Bulawayo, que foi finalista de 2022 do Booker Prize, bem como livros de Petina Gappah e Tsitsi Dangarembgwa.
Ela foi reconhecida como uma das 100 mulheres da BBC em 2014. Ela foi indicada para Melhor Atriz no Zimbabwe International Women's Awards (ZIWA) em 2015 e homenageada com um Prêmio de Reconhecimento Especial por sua contribuição para a Mídia e as Artes no Zimbabwe Achievers Awards em Londres em 2017.

## Ativismo
Chipo Chung co-fundou a instituição de caridade SAFE-Kenya que desenvolve teatro para mudança social no Quênia, com foco na educação sobre o HIV e no abandono da clitoridectomia. Ela trabalhou em estreita colaboração com a instituição de caridade Peace Direct para iniciar o Envision Zimbabue, um fundo de mulheres que trabalha para a construção de consenso e a paz no Zimbabue. Ela também faz parte do RADA Council e do British Equity's International Committee for Artists' Freedom (ICAF).
Em dezembro de 2019, junto com outras 42 figuras culturais, Chipo Chung assinou uma carta endossando o Partido Trabalhista sob a liderança de Jeremy Corbyn nas eleições gerais de 2019. A carta afirmava que "o manifesto eleitoral do Partido Trabalhista sob a liderança de Jeremy Corbyn oferece um plano transformador que prioriza as necessidades das pessoas e do planeta sobre o lucro privado e os interesses de alguns".
Em 2020, Chipo Chung co-presidiu a British Equity's Independent Commission on Race Equality e, em 2022, fundou a instituição de caridade britânica Partnership on Rape Aftercare (PORA), que apóia a Adult Rape Clinic no Zimbábue.

## Filmografia

### Aplicativo móvel
| Ano  | Título                      | Papel       | Notas |
| ---- | --------------------------- | ----------- | ----- |
| 2017 | Caminhada no tempo profundo | O cientista |       |

### Filmes
| Ano  | Título                                                 | Papel                                                                 | Notas                            |
| ---- | ------------------------------------------------------ | --------------------------------------------------------------------- | -------------------------------- |
| 2005 | Prova                                                  | Amiga de Universidade                                                 |                                  |
| 2007 | Luz do sol                                             | Ícaro II (voz)                                                        |                                  |
| 2009 | no circuito                                            | Annabelle Hsin                                                        |                                  |
| 2011 | 360                                                    | Editora                                                               |                                  |
| 2012 | Labalaba, Ele Voltará                                  | Atika                                                                 | Filme curto                      |
| 2013 | Zona vermelha                                          | Starling (voz)                                                        | Filme curto                      |
| 2014 | Além da Visão Simples                                  | Agnes Takahata                                                        | Filme curto                      |
| 2018 | Thomas e Seus Amigos: Grande Mundo! Grandes Aventuras! | Caminhões problemáticos africanos, vários personagens africanos (voz) | Versões do Reino Unido e dos EUA |

### Televisão
| Ano       | Título                  | Papel                         | Notas                                      |
| --------- | ----------------------- | ----------------------------- | ------------------------------------------ |
| 2003      | Poder absoluto          | Miriam                        | Episódio: "Homem da História"              |
| 2007      | Dalziel e Pascoe        | Layla Jadwin                  | 2 episódios                                |
| 2007–2008 | Doutor quem             | Chantho, cartomante           | Episódios " Utopia " e " Vire à Esquerda " |
| 2007      | Cidade de Holby         | Dra. Nicola Wood              | Episódio: "Passado Imperfeito"             |
| 2008      | O Último Inimigo        | Lucy Fox                      | 2 episódios                                |
| 2009      | Acidente                | Dan dan                       | Episódio: "Quem você pensa que é?"         |
| 2009      | Teatro Nacional ao vivo | Ismene                        | Episódio: "Phédre"                         |
| 2010      | Identidade              | Michelle Fielding             | Episódio: "Second Life"                    |
| 2011      | camelote                | Vivian                        | 8 episódios                                |
| 2012      | Sherlock                | Apresentadora                 | Episódio: "Os Cães de Baskerville"         |
| 2015      | Fortaleza               | Trish Stoddart                | 5 episódios                                |
| 2015      | AD A Bíblia Continua    | Maria Madalena                | 12 episódios                               |
| 2015      | da escuridão            | Jemima Greer                  | Episódio: "Episódio # 1.2"                 |
| 2016      | Treze                   | Alia Symes                    | 3 episódios                                |
| 2017      | ausência                | Agente Whitman                | 7 episódios                                |
| 2017–2019 | Dentro das Terras Ermas | A mestre                      | 14 episódios                               |
| 2018      | Thomas e seus amigos    | Hong-Mei, caminhões africanos | Voz do Reino Unido/EUA                     |
| 2021      | Fundação                | Instrutora de simulação       | 2 episódios                                |
| 2022      | Seus materiais escuros  | Xaphania                      | Papel principal                            |

### Jogos
| Ano  | Título                       | Papel     | Notas |
| ---- | ---------------------------- | --------- | ----- |
| 2017 | Hellblade: Senua's Sacrifice | Narradora |       |